# Edward Reszke

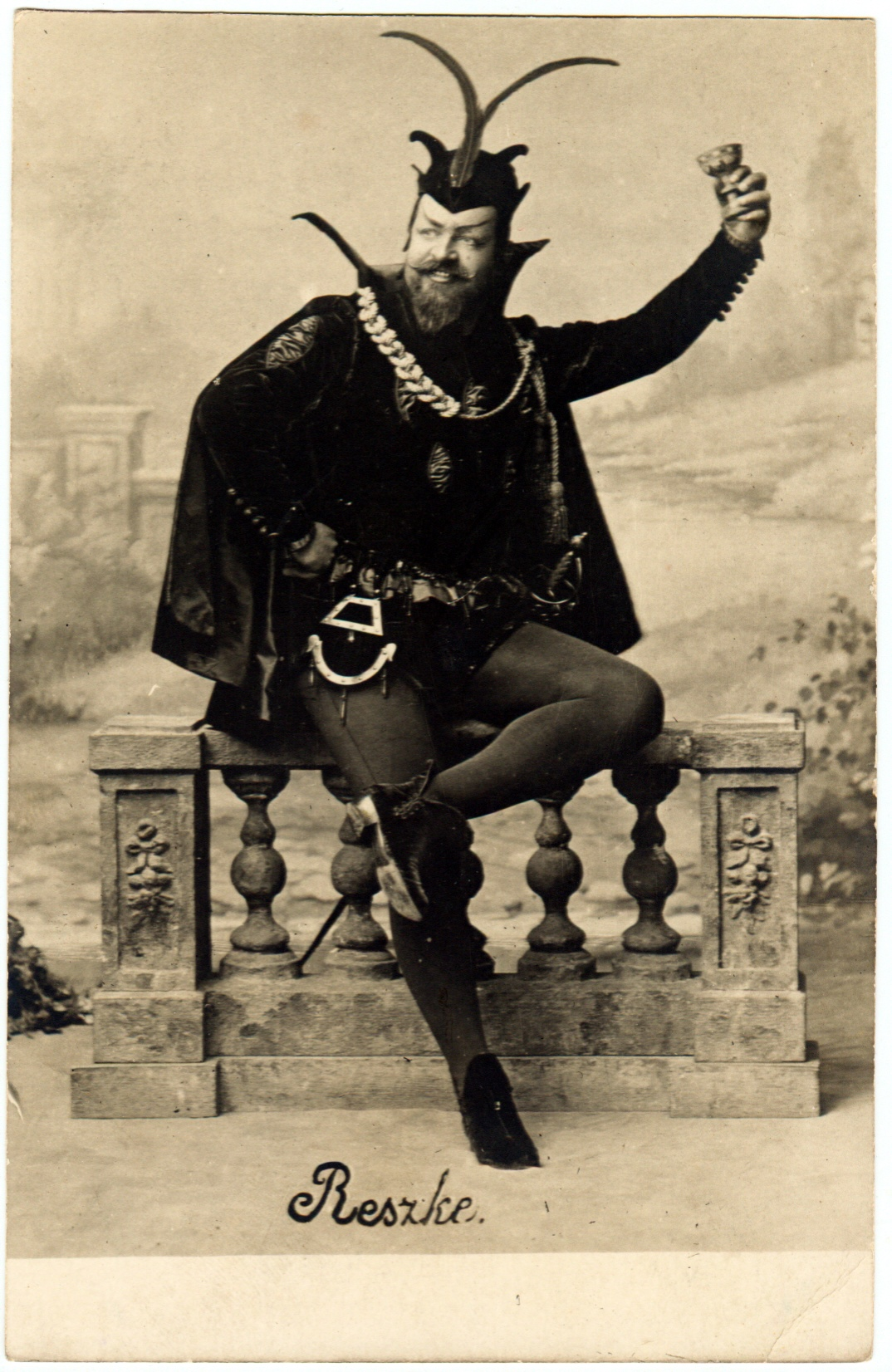
Edward Reszke jako Mefisto

Edward Reszke także Edouard de Reszke (ur. 22 grudnia 1853 w Warszawie, zm. 25 maja 1917 we wsi Garnek) – polski śpiewak operowy (bas).
Edward za namową brata Jana uczył się śpiewu, najpierw w Warszawie, a później we Włoszech. Początkowo nie myślał poważnie o karierze zawodowego śpiewaka – jednak, aby zrobić przyjemność siostrze Józefinie, zgłosił się wraz z nią na przesłuchanie do Opery Paryskiej. Wypadł tak dobrze, że dyrektor opery polecił go Verdiemu. 22 kwietnia 1876 zadebiutował rolą Faraona w Aidzie pod batutą Verdiego, odnosząc duży sukces.
Śpiewał na wielkich europejskich scenach, przez dwa sezony występował w Paryżu, po czym zaangażowano go do Turynu, a następnie do Mediolanu; później występował w Trieście, Lizbonie i Londynie, często z bratem Janem i Adeliną Patti.
W latach 1880–1900 wystąpił ponad 300 razy w Royal Opera House w Londynie.
W latach 1891–1903 był solistą Metropolitan Opera w Nowym Jorku (dał 679 przedstawień). Zasłynął w partiach wagnerowskich oraz jako Mefisto w Fauście Gounoda. W 1907 osiadł w Londynie, gdzie założył szkołę śpiewu, którą następnie przeniósł do Warszawy
W 1894 roku nabył majątek Garnek pod Częstochową. Dwór zaprojektował i zbudował w latach 1896–1898 francuski architekt Franciszek Arveuf.
Zmarł 25 maja 1917 w swoim majątku, spoczął na cmentarzu w Borownie. Jego zięciem był Adam Nałęcz Nieniewski.

## Lista występów w Royal Opera House
- 1880 – Royal Italian Opera Season od 13 kwietnia do 17 lipca
  - jako Don Basilio w Cyruliku sewilskim (5)
  - jako Saint-Bris w Hugenotach (3)
  - jako Giorgio w Purytanach (3)
  - jako Indra w Królu Lahore (3, debiut na Covent Garden w tej roli 13 kwietnia 1880)
  - jako hrabia Rudolf w Lunatyczce (5)
- 1881 – Royal Italian Opera Season od 19 kwietnia do 23 lipca
  - jako Don Basilio w Cyruliku Sewilskim
  - jako książę Gudal w Demonie (4)
  - jako Walter w Wilhelmie Tellu
  - jako Saint-Bris w Hugenotach (3)
  - jako Prefekt w Lindzie z Chamounix (2)
  - jako Giorgio w Purytanach (1)
  - jako ojciec Laurenty w Romeo i Julii (2)
  - jako hrabia Rudolf in Lunatyczce (2)
- 1882 – Royal Italian Opera Season od 18 kwietnia do 20 lipca
  - jako Don Basilio w Cyruliku sewilskim (4)
  - jako Walter w Wilhelmie Tellu (2)
  - jako Saint-Bris w Hugenotach (1)
  - jako Giorgio w Purytanach (1)
  - jako ojciec Laurenty w Romeo i Julii (1)
  - jako hrabia Rudolf w Lunatyczce (2)
  - jako Senon w Welledzie (3)
- 1883 – Royal Italian Opera Season od 1 maja do 21 lipca
  - jako Don Basilio w Cyruliku sewilskim (2)
  - jako Daland w Latającym Holendrze (2)
  - jako Walter w Wilhelmie Tellu (2)
  - jako Alvise Badoero w Giocondzie (7)
  - jako Saint-Bris w Hugenotach (3)
  - jako Henryk Ptasznik w Lohengrinie (2)
  - jako hrabia Almaviva w Weselu Figara (2)
  - jako Giorgio w Purytanach (1)
  - jako hrabia Rudolf w Lunatyczce (3)
- 1884 – Royal Italian Opera Season od 29 kwietnia do 26 lipca
  - jako Don Basilio w Cyruliku sewilskim (2)
  - jako Car Piotr w Gwieździe Północy (3)
  - jako Mefistofeles w Fauście (5)
  - jako Alvise Badoero w Giocondzie (3)
  - jako Saint-Bris w Hugenotach (4)
  - jako Prefekt w Lindzie z Chamounix (1)
  - jako Gazello w Lukrecji Borgii (2)
  - jako hrabia Almaviva w Weselu Figara (4)
  - jako Aszur w Semiramidzie (1)
  - jako Hagen w Sigurdzie (3)
- 1888 – Royal Italian Opera Season od 15 maja do 21 lipca
  - jako Don Pedro w Afrykance (2)
  - jako Don Basilio w Cyruliku sewilskim (1)
  - jako Mefistofeles w Fauście (7)
  - jako Walter w Wilhelmie Tellu (2)
  - jako Saint-Bris w Hugenotach (4)
  - jako Henryk Ptasznik w Lohengrinie (6)
  - jako Sarastro w Czarodziejskim flecie (1)
  - jako Mefistofeles w Mefistofelesie (1)
- 1889 – Royal Italian Opera Season od 18 maja do 27 lipca
  - jako Mefistofeles w Fauście (7)
  - jako Walter w Wilhelmie Tellu (2)
  - jako Saint-Bris w Hugenotach (3)
  - jako Henryk Ptasznik w Lohengrinie (6)
  - jako ojciec Laurenty w Romeo i Julii (7)
  - jako hrabia Rudolf w Lunatyczce (2)
- 1890 – Royal Italian Opera Season od 19 maja do 28 lipca
  - jako Mefistofeles w Fauście (6)
  - jako Saint-Bris w Hugenotach (6)
  - jako Henryk Ptasznik w Lohengrinie (5)
  - jako Zachariasz w Proroku (5)
  - jako ojciec Laurenty w Romeo i Julii (5)
  - jako hrabia Rudolf w Lunatyczce (1)
- 1891 – Royal Italian Opera Season od 6 kwietnia do 27 lipca
  - jako Leporello w Don Giovannim (5)
  - jako Mefistofeles w Fauście (12)
  - jako Saint-Bris w Hugenotach (8)
  - jako Henryk Ptasznik w Lohengrinie (9)
  - jako Plumkett w Marcie (2)
  - jako Mefistofeles w Mefistofelesie (2)
  - jako Zachariasz w Proroku (3)
  - jako ojciec Laurenty in Romeo i Julii (8)
- 1892 – Royal Italian Opera Season od 16 maja do 28 lipca
  - jako Leporello w Don Giovannim (2)
  - jako Pielgrzym w Elaine (5)
  - jako Daland w Latającym Holendrze (1)
  - jako Saint-Bris w Hugenotach (1)
  - jako Henryk Ptasznik w Lohengrinie (5)
  - jako hrabia Almaviva w Weselu Figara (2)
  - jako Zachariasz w Proroku (1)
  - jako ojciec Laurenty w Romeo i Julii (3)
- 1893 – Royal Opera Season od 15 maja do 29 lipca
  - jako Mefistofeles w Fauście (6)
  - jako Daland w Latającym Holendrze (2)
  - jako Saint-Bris w Hugenotach (2)
  - jako Henryk Ptasznik w Lohengrinie (6)
  - jako ojciec Laurenty w Romeo i Julii (7)
- 1894 – Royal Opera Season od 15 maja do 29 lipca
  - jako Ramfis w Aidzie (2)
  - jako Pielgrzym w Elaine (2)
  - jako Mefistofeles w Faust (7)
  - jako Okrągłogłowy pułkownik w Lady z Longford (2)
  - jako Henryk Ptasznik w Lohengrinie (4)
  - jako ojciec Laurenty w Romeo i Julii (7)
- 1896 – Royal Opera Season od 11 maja do 28 lipca
  - jako Mefistofeles w Faust (6)
  - jako Henryk Ptasznik w Lohengrinie (5)
  - jako Plumkett w Marcie (2)
  - jako Mefistofeles w Mefistofelesie (2)
  - jako Hans Sachs w Śpiewakach norymberskich (5)
  - jako ojciec Laurenty w Romeo i Julii (8)
  - jako król Marek w Tristanie i Izoldzie (4)
- 1897 – Royal Opera Season od 10 maja do 28 lipca
  - jako Mefistofeles w Fauście (7)
  - jako Marcel w Hugenotach (5)
  - jako Henryk Ptasznik w Lohengrinie (7)
  - jako Hans Sachs w Śpiewakach norymberskich (3)
  - jako hrabia Almaviva w Weselu Figara (2)
  - jako ojciec Laurenty w Romeo i Julii (6)
  - jako Wędrowiec w Zygfrydzie (4)
  - jako król Marek w Tristanie i Izoldzie (3)
- 1898 – Royal Opera Season od 9 maja do 16 lipca
  - jako Don Basilio w Cyruliku sewilskim (1)
  - jako Leporello w Don Giovannim (1)
  - jako Mefistofeles w Fauście (7)
  - jako Hagen w Zmierzchu bogów (3)
  - jako Henryk Ptasznik w Lohengrinie (7)
  - jako Hans Sachs w Śpiewakach norymberskich (4)
  - jako hrabia Almaviva w Weselu Figara (2)
  - jako król Marek w Tristanie i Izoldzie (4)
  - jako ojciec Laurenty w Romeo i Julii (co najmniej raz)
- 1899 – Royal Opera Season od 8 maja do 24 lipca
  - jako Leporello w Don Giovannim (3)
  - jako Mefistofeles w Fauście (8)
  - jako Saint-Bris w Hugenotach (2)
  - jako Henryk Ptasznik w Lohengrinie (6)
  - jako ojciec Laurenty w Romeo i Julii (5)
  - jako król Marek w Tristanie i Izoldzie (4)
- 1900 – Royal Opera Season od 14 maja do 30 lipca
  - jako Don Basilio w Cyruliku sewilskim (1)
  - jako Leporello w Don Giovannim (2)
  - jako Mefistofeles w Fauście (8)
  - jako Marcel w Hugenotach (2)
  - jako Henryk Ptasznik w Lohengrinie (6)
  - jako ojciec Laurenty w Romeo i Julii (5)
  - jako Ramfis w Aidzie (co najmniej raz)

## Występy galowe wCovent GardeniZamku Windsor
- 2 lipca 1889 – gala ku czci Szacha Persii:
  - jako Mefistofeles w Mefistofelesie i jako Mefistofeles w Fauście
- 8 lipca 1891 – wizyta Cesarza i Cesarzowej Niemiec
  - jako Henryk Ptasznik w Lohengrinie, jako ojciec Laurenty w Romeo i Julii i jako Saint-Bris w Hugenotach
- 4 lipca 1893 – gala upamiętniając małżeństwo księcia Yorku i księżnej Marii
  - jako ojciec Laurenty w Romeo i Julii
- 23 czerwca 1897 – sześćdziesiąta rocznica objęcia tronu przez Królową Wiktorię
  - jako ojciec Laurenty w Romeo i Julii
- 27 czerwca 1898 – występ na Zamku Windsor (brak danych o programie)
- 24 maja 1899 – występ na Zamku Windsor
  - jako Henryk Ptasznik w Lohengrinie